# Bruder Kosmonaut
Bruder Kosmonaut ist die zweite EP des deutschen Synthie-Pop-Duos Wolfsheim.

## Entstehung und Artwork
Alle Stücke der EP wurden von den beiden Wolfsheim-Mitgliedern Peter Heppner und Markus Reinhardt verfasst. Produziert wurden alle Titel in ihrer Studioform von Carlos Perón, drei in Zusammenarbeit mit Heppner und Reinhardt. Abgemischt und gemastert wurden die Lieder unter der Leitung von Perón. Die EP wurde unter dem Musiklabel Strange Ways Records veröffentlicht und durch Indigo vertrieben. Die Studioproduktionen erfolgten im Musik Design in Aachen, im Peron/Kostka Studio in Grafschaft und im Sound Studio N in Köln.
Auf dem schwarz-weißen Frontcover der EP ist – neben Künstlernamen und Albumtitel – eine Luftbildfotografie der rheinhessischen Gemeinde Wolfsheim, vom 20. Dezember 1994, zu sehen. Zur EP gibt es ein 24-seitiges Begleitheft, welches unter anderem verschiedene Fotografien des Duos und eine bis dato komplette Diskografie enthält. Auf der Rückseite ist die Aufschrift „Wolfsheim hat sich nicht nach dem gleichnamigen Ort in Rheinland-Pfalz benannt, sondern nach der Figur aus der deutschen Übersetzung von „Der große Gatsby“ des Wortwanderers F. Scott Fitzgerald. Als Anregung an potentielle Interviewer – Schreibt es euch hinter die Ohren!“ zu finden. Die Bildaufnahmen stammen von Willy Leisten. Die Artworkarbeiten stammen von Brücke 5, Ulrike Rank und dem Verlag Neues Leben Berlin.

## Veröffentlichung und Promotion
Die Erstveröffentlichung von Bruder Kosmonaut erfolgte am 20. Februar 1995 in Deutschland. Sie besteht aus sechs Titeln und beinhaltet Liveversionen von Titeln der letzten beiden Studioalben No Happy View und Popkiller. Die Liveaufnahmen erfolgten bei zwei Konzerten während der Strange Ways Festival Tour 1994 in Frankfurt am Main (Batschkapp) und Hannover (Music Hall). Eine Singleauskopplung aus dieser EP erfolgte nicht. Die EP war nur in Verbindung der ersten 55.578 Exemplare der Wolfsheim-Kompilation 55578 erhältlich. Eine eigenständige Veröffentlichung erfolgte bis heute nicht.

## Inhalt
Alle Liedtexte sind in englischer Sprache verfasst, selbst das in deutscher Sprache betitelte Kaufrausch beinhaltet einen englischsprachigen Text. Musikalisch bewegen sich die Lieder im Bereich des Dark Waves und des Synthiepops. Die EP besteht aus sechs Liveaufnahmen bereits veröffentlichter Stücke, womit es eine Mini-Kompilation darstellt. Die Titel Angry Today, Following You und This Time sind aus dem ersten Studioalbum No Happy View. Die restlichen Titel (The Obvious Fact That) Scars Remain (And How to Cope with It), Faith und Kaufraush stammen aus dem zweiten Studioalbum Popkiller.
| # | Titel                                                          | Autor(en)                       | Produzent(en)*                                | Länge |
| - | -------------------------------------------------------------- | ------------------------------- | --------------------------------------------- | ----- |
| 1 | Kaufrausch                                                     | Peter Heppner, Markus Reinhardt | Peter Heppner, Carlos Perón, Markus Reinhardt | 3:38  |
| 2 | Angry Today                                                    | Peter Heppner, Markus Reinhardt | Carlos Perón                                  | 4:25  |
| 3 | This Time                                                      | Peter Heppner, Markus Reinhardt | Carlos Perón                                  | 3:05  |
| 4 | (The Obvious Fact That) Scars Remain (And How to Cope with It) | Peter Heppner, Markus Reinhardt | Peter Heppner, Carlos Perón, Markus Reinhardt | 3:23  |
| 5 | Faith                                                          | Peter Heppner, Markus Reinhardt | Peter Heppner, Carlos Perón, Markus Reinhardt | 2:52  |
| 6 | Following You                                                  | Peter Heppner, Markus Reinhardt | Carlos Perón                                  | 5:12  |

(*) Produzentenangaben der dazugehörigen Studioversionen.

## Mitwirkende
| Albumproduktion - Peter Heppner: Gesang, Komponist, Liedtexter - Carlos Perón: Abmischung, Mastering - Markus Reinhardt: Keyboard, Komponist, Liedtexter Unternehmen - Indigo: Vertrieb - Strange Ways Records: Musiklabel | Artwork (Cover/Begleitheft) - Willy Leisten: Fotograf - Ulrike Rank: Artwork - Brücke 5: Artwork - Verlag Neues Leben Berlin: Artwork |

## Rezeption
Die Verkäufe der EP werden denen der Kompilation 55578 hinzugezählt, damit geht die EP auch in der Chartauswertung der Kompilation mit ein. Bekannt über die Verkäufe ist nur, dass die EP auf 55.578 Exemplare (Postleitzahl der Gemeinde Wolfsheim) limitiert ist.